# П'ята алія

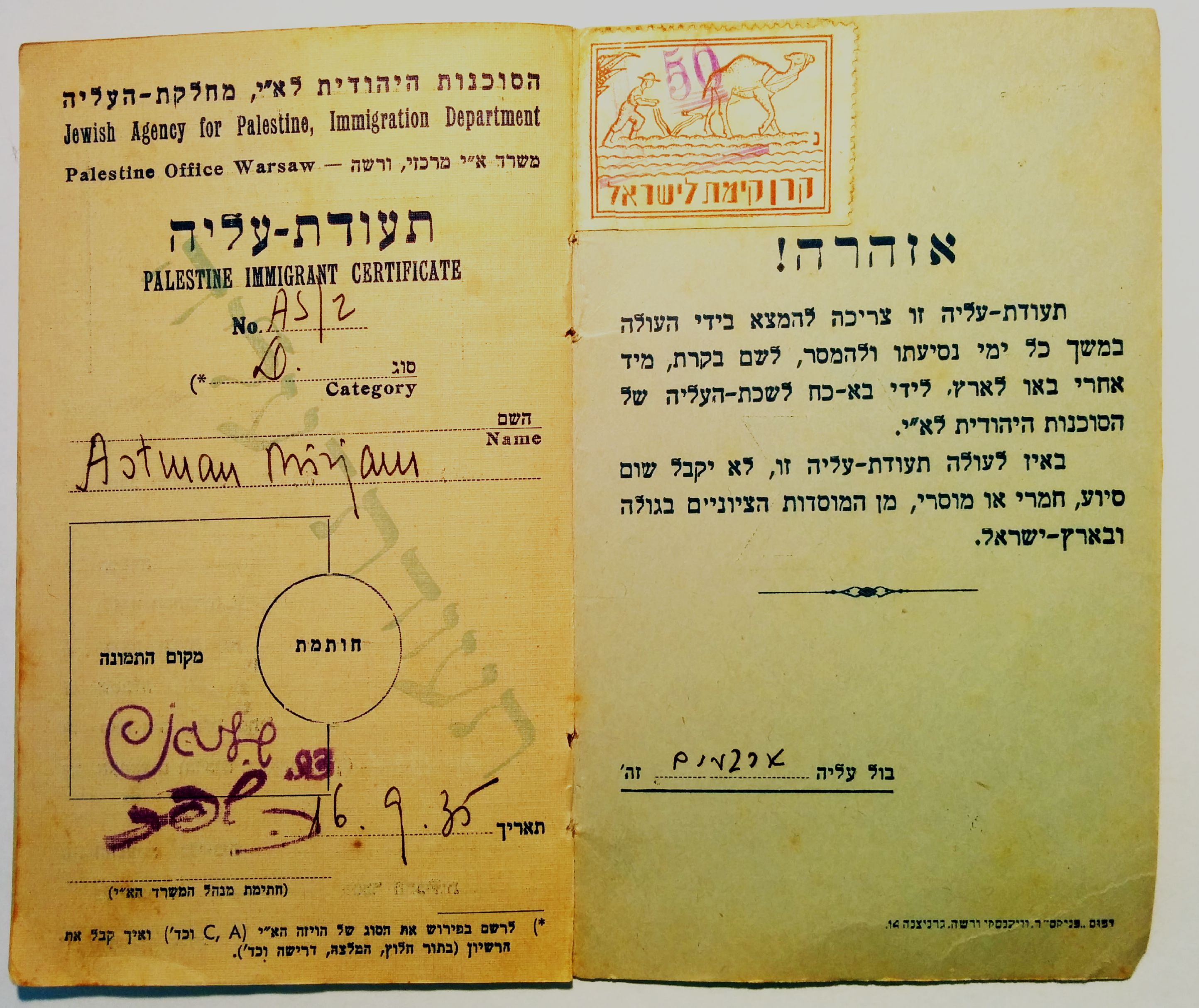
Палестинські іммігранти переселялися з Варшави (16-9-1935) завдяки Єврейському Агентству. Документ з дозволом на виїзд

П'ята алія — переселення євреїв, яке тривало в період 1929–1939 рр., коли в Палестину переселилися близько 250 тисяч євреїв з усіх куточків Європи. До берегів Палестини прибули 250 000 євреїв. Ця алія була названа П'ятою — найчисленнішою з усіх, які знала країна до Другої світової війни, хоча після Другої світової війни хвилі алії стали більш масовими.

## Історія

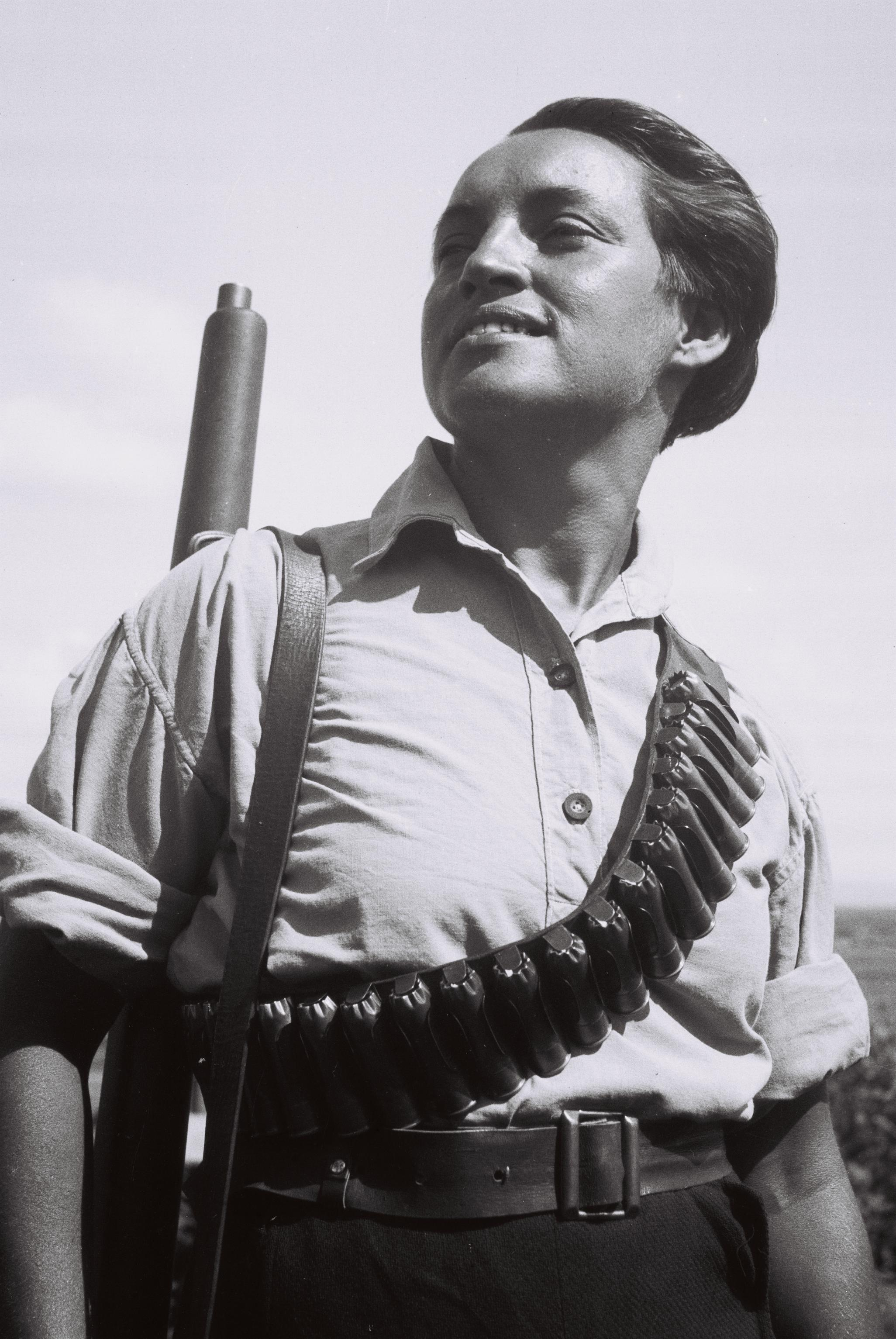
Єврей-охоронець кібуци (1936)

У 1929–1939 роках, через підйом нацизму в Німеччині, в Палестину приїхали 250 тисяч євреїв, 174 тисячі з яких — в 1933–1936 роках. Після 1936 року збільшилися обмеження на імміграцію, накладені британською владою, зробили цю хвилю еміграції нелегальної, так званої «Алія Бет».
Понад чверть переселенців П'ятої алії були вихідцями з Німеччини. Здебільшого це були фахівці в різних галузях науки і мистецтва: лікарі, адвокати, професори, музиканти. Архітектори з Німеччини привезли з собою в Палестину архітектурний стиль «Баухауз», в результаті чого Тель-Авів сьогодні посідає перше місце за кількістю будівель цього стилю в світі (Біле Місто). Музиканти-переселенці заснували Палестинський філармонічний оркестр. Із завершенням будівництва сучасного Хайфського порту і його нафтопереробних заводів, до переважно аграрній економіці додалася значна частка промисловості — з'явилися великі сучасні підприємства промисловості і торгівлі.
У 1940 році єврейське населення Палестини досягло 450 тисяч чоловік.
Арон Брегман зазначає, що багато іммігрантів з цієї алії воліли б переїхати в інші місця і особливо в Америку, але не в Палестину. Однак Америка була в той час закрита для єврейської імміграції серед інших причин було й те, що «сіоністські лідери доклали всіх можливих зусиль для того, щоб США не відкрилися для єврейської імміграції, з тієї простої причини, що вони хотіли переселити цих євреїв в Палестину».
У той же час наростала напруженість між арабами і євреями. Серія арабських заворушень 1929 року спричинила багато жертв і привела до зниження чисельності єврейської громади в Хевроні. У 1936–1939 роках прокотилася ще одна хвиля насильства, звана в палестинській історіографії «Великим арабським повстанням». В результаті арабського тиску, в 1939 році, напередодні Другої світової війни, британська мандантна влада випустили «Білу книгу», згідно з якою єврейська імміграція в країну на найближчі 5 років обмежувалася 75 тисячами осіб, після чого повинна була припинитися зовсім. Крім того, на 95 % підмандатної території заборонялося продавати землю євреям.
У результаті заходів вжитих для нейтралізації арабського бойкоту, зміцнилося організація та обороноздатність єврейської громади, Ішува. У 1936 році, за системою «Хома у мигдаль» (Стіна і вежа), були засновані 54 єврейських сільськогосподарських поселення.

## Причини для імміграції
- Прихід до влади Гітлера та Нацистської партії спричинив величезні антисемітські погроми євреїв у Німеччині та Східній Європі. Нацистських уряд посилив контроль над єврейським населенням, більше того, хто хотів би виїхати з Німеччини перечили імміграційними законами Третього рейху, і той змушував їх залишитися і страждати від репресій хвилі, що охопити країни. У спробі пом'якшити цю ситуацію у серпні 1933 року між єврейським агентством та Нацистською Німеччиною досягнуто угоду (Haavara), що передбачала, що євреї, які покинули Німеччину, мають право на відшкодування на свої активи, навіть якщо німецьке законодавство на той час вимагало від юдеїв відмовитися від своїх активів, щоб виїхати. Окрім цих положень, також було зроблено доплату для ввезення німецьких товарів до Палестини. Незважаючи на те, що вона не призначена для постійного узгодження, Гааварська угода послугувала інтересам обох сторін суперечки та сприяла продовженню єврейської імміграції в цей регіон.
- Обмін британського колоніального адміністратора — новий британського колоніального адміністратор, Артур Ваучоп, був просіоністських настроїв, надаючи безліч дозволів імміграції та заохочення єврейського розвитку і сіоністського врегулювання питання Палестини.
- Економічне зростання в Палестині — договір з Німеччиною, приніс великі гроші, став відправною точкою відновлення і розвитку єврейської економіки в Палестині після кризи кінця 1920-х років.
- Закон про екстрену квоту закриття воріт до Сполучених Штатів — в 1921 році Сполучені Штати вирішили зменшити і консервувати імміграцію, і навіть у період П'ятої Алії США залишали свої ворота закритими для більшості емігрантів, незважаючи на переслідування євреїв у Європі.
- Збільшився антисемітизм у світі — набагато більше режимів в основному європейських країн прийняли політику антисемітизму, яка заохочувала погроми, переслідування та економічні та соціальні обмеження для євреїв.

## Розвиток промисловості
До тридцятих років XX століття промисловість в Ерец-Ісраель майже не розвивалась. Причин цього було багато, але головна з них полягала в тому, що керівники сіоністського руху і халуц приділяли основну увагу розвитку сільському господарству. У двадцяті роки в містах з'явилися невеликі майстерні та підприємства. Бум в цій області почався в тридцяті роки. Були побудовані фабрики і заводи, що використовували новітнє обладнання і технології.
Різні чинники сприяли швидкому розвитку місцевої промисловості в два-три останні роки. Причини бурхливого розвитку промисловості Ерец-Ісраель :
1) Перш за все — це приплив капіталів;
2) По-друге, кваліфікована робоча сила, нові іммігранти, які в більшості випадків і були ініціаторами створення різних підприємств на своїй новій батьківщині. Місцевий ринок тепер розширився настільки, що збільшився випуск нових товарів і збільшення кількості старих.
3) Важливу роль у розвитку промисловості в ці роки зіграла спорудження сучасних електростанцій в Тель-Авіві, Хайфі, Тверії, а також гідроелектростанції на Йордані.
4) На промислових підприємствах, які становили чверть (точніше, 27,7 %) всіх виробництв ішува, було зайнято три чверті всіх робітників; капітал, вкладений в індустрію, становив 92,8 відсотка від всього капіталу, вкладеного у виробництво. Більшість промислових підприємств, що існують в Ерец-Ісраель до цього дня, були засновані в 1930—1939 роках. В основному, це підприємства харчової промисловості, металообробні, текстильні, хімічні, шкіряні, паперові фабрики, друкарні, заводи з обробки каменю, цементні заводи, 55 відсотків з них розташовані в Тель-Авіві або його околицях, 17 відсотків в Хайфі, 15 відсотків в Єрусалимі, 13 відсотків — в інших районах країни.

## Наука, культура, мистецтво
Зі збільшенням населення росли і його духовні потреби. З'явилася необхідність розвивати науку і культуру. У 1925 році почалися заняття в Хайфському політехнічному інституті — Техніон, відкрився Єврейський університет в Єрусалимі.
У Реховоті були засновані Дослідницький інститут ім. Д. Зифа (сьогодні входить в Науково-дослідний інститут ім. X. Вейцмана), Інститут сільськогосподарських досліджень (нині Центр сільськогосподарських досліджень ім. Е. Волкані).
Спочатку Єврейський університет в Єрусалимі не видавав офіційних дипломів, але його двері були відкриті для всіх бажаючих, що сприяло його розвитку та популярності
В країні були засновані книжкові видавництва, стали виходити нові газети. Крім давньої «Ха-арец», з'явилися щоденні газети «Давар», «Ха-Бокер», «Ха-цофе», «Хазіт ха-ам», літературні, наукові, релігійні журнали і навіть дитячий тижневик «Давар ле-ЕЛАДА». Відкрилися музеї, театри. Були створені опера та Симфонічний оркестр Ерец-Ісраель (нині Ізраїльський філармонічний оркестр).
Ось що писала преса про підсумки першого сезону театру «Габіма» (Габима (ха-бима — сцена, івр.) — перший в світі професійний театр на івриті. Заснований в 1917 році в Москві. У 1931 році влаштувався в Ерец-Ісраель):

Незважаючи на те, що цей знаменитий театр повинен був пристосуватися до нелегких умов роботи в Ерец-Ісраель — країні з малим населенням і скромними можливостями, — можна говорити про успіх … У першому сезоні, що тривав півтора року, на суд глядачів було винесено 15 вистав, витримали 230 подань в містах та поселеннях Ерец-Ісраель. Число глядачів було близько до числа всього єврейського населення країни — 150 тисяч чоловік!

У цей період почала складатися особлива музична культура в Ерец-Ісраель. Вплив східної музики дав можливість єврейським композиторам, вихованим на західної музичної культури, спробувати виробити оригінальний музичний стиль Ерец-Ісраель, який поєднував би східну і західну музичну культуру. Як образно пояснювали це музиканти, необхідно було «влити східне вино в посудину класичних європейських форм».
У пошуках нового загальнонаціонального пісенного стилю великих успіхів домоглися композитори Єдида Агмон, Нахум Нарди, Ієхуда Шарет, Давид Зехаві. Першими концертами Симфонічного оркестру Ерец-Ісраель диригував великий Артуро Тосканіні.
Нове досягнення архітектури — Біле місто

### Біле місто

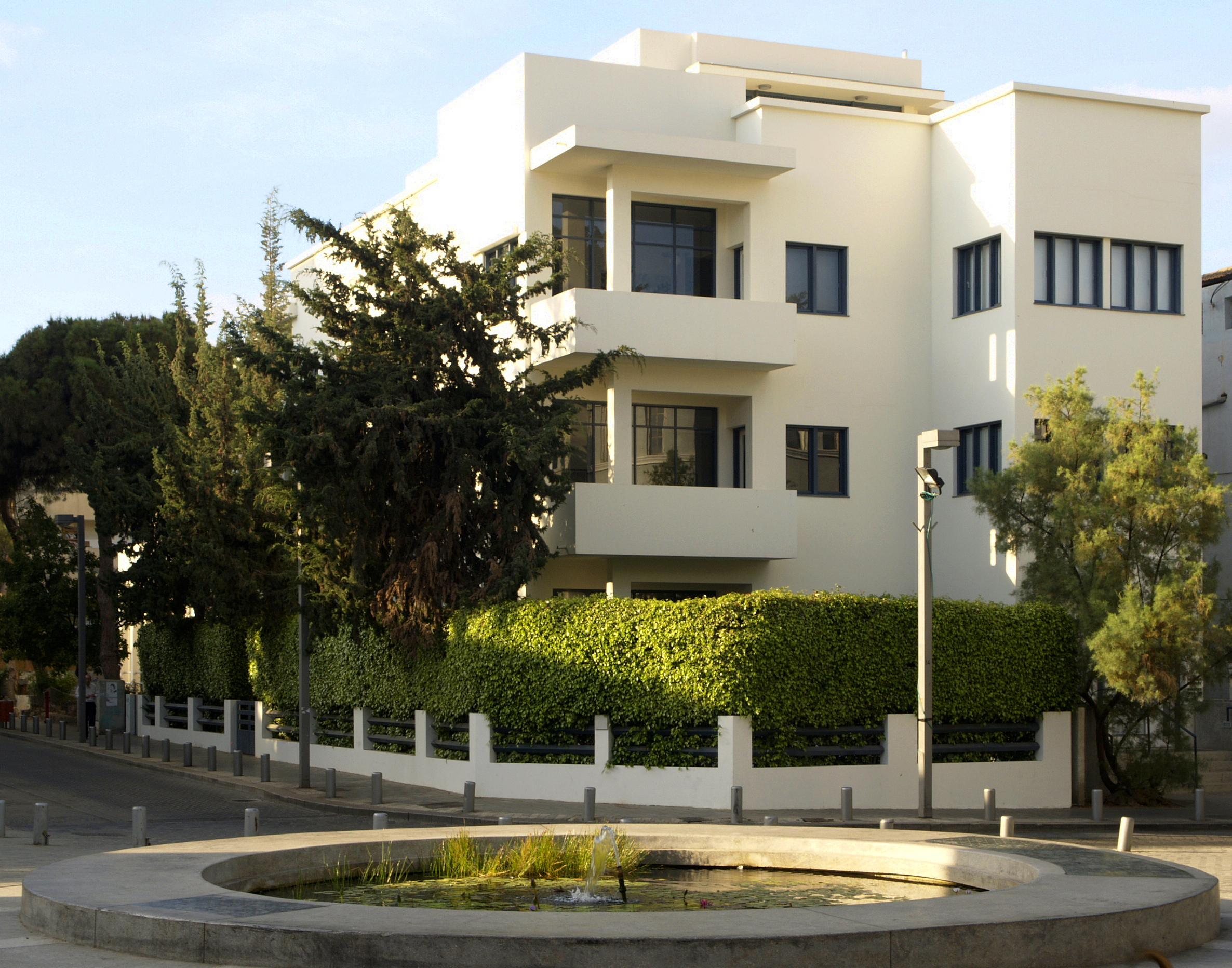
Музей Бахаусу в Тель-Авіві

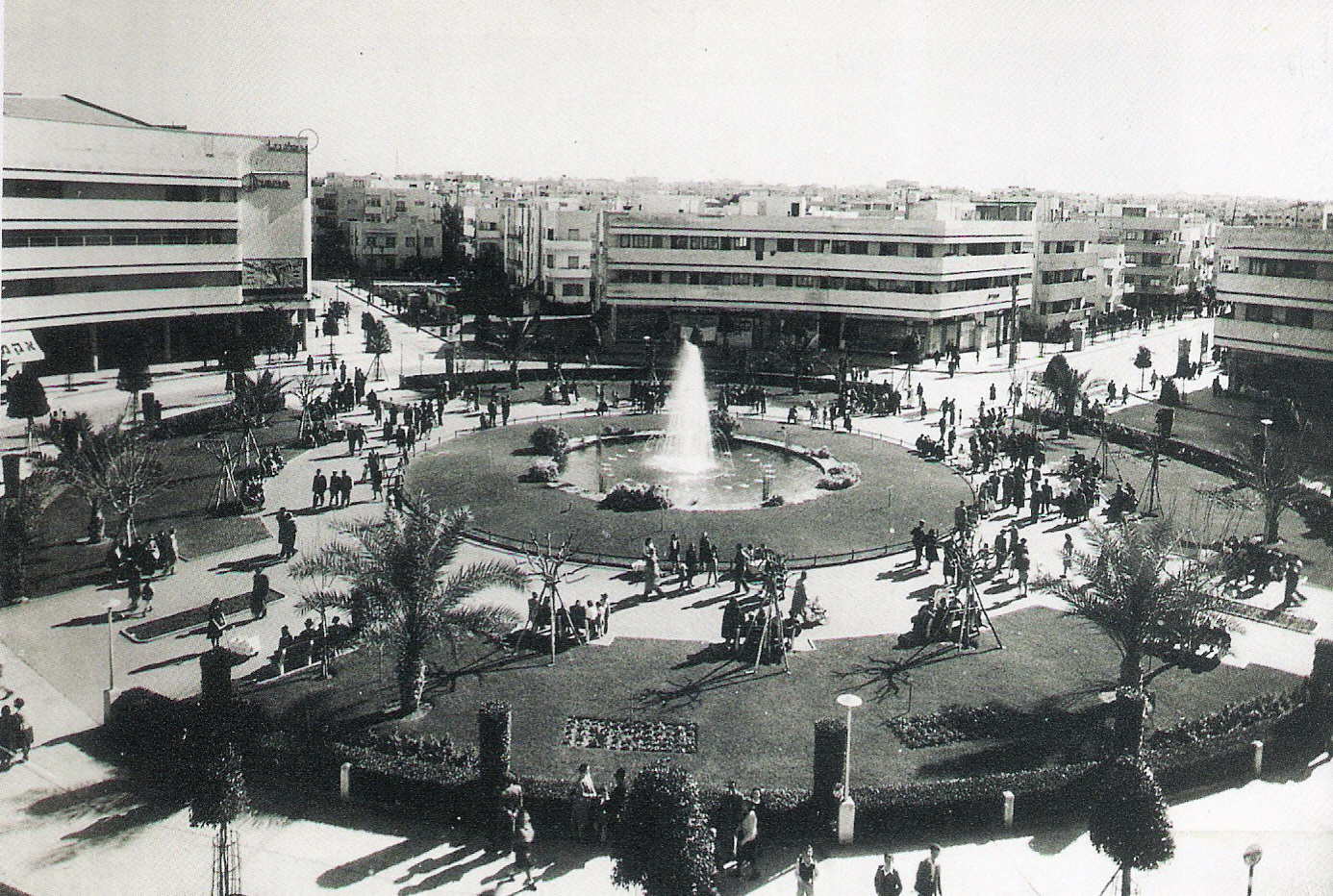
Дізнгов сквер у 1940-х

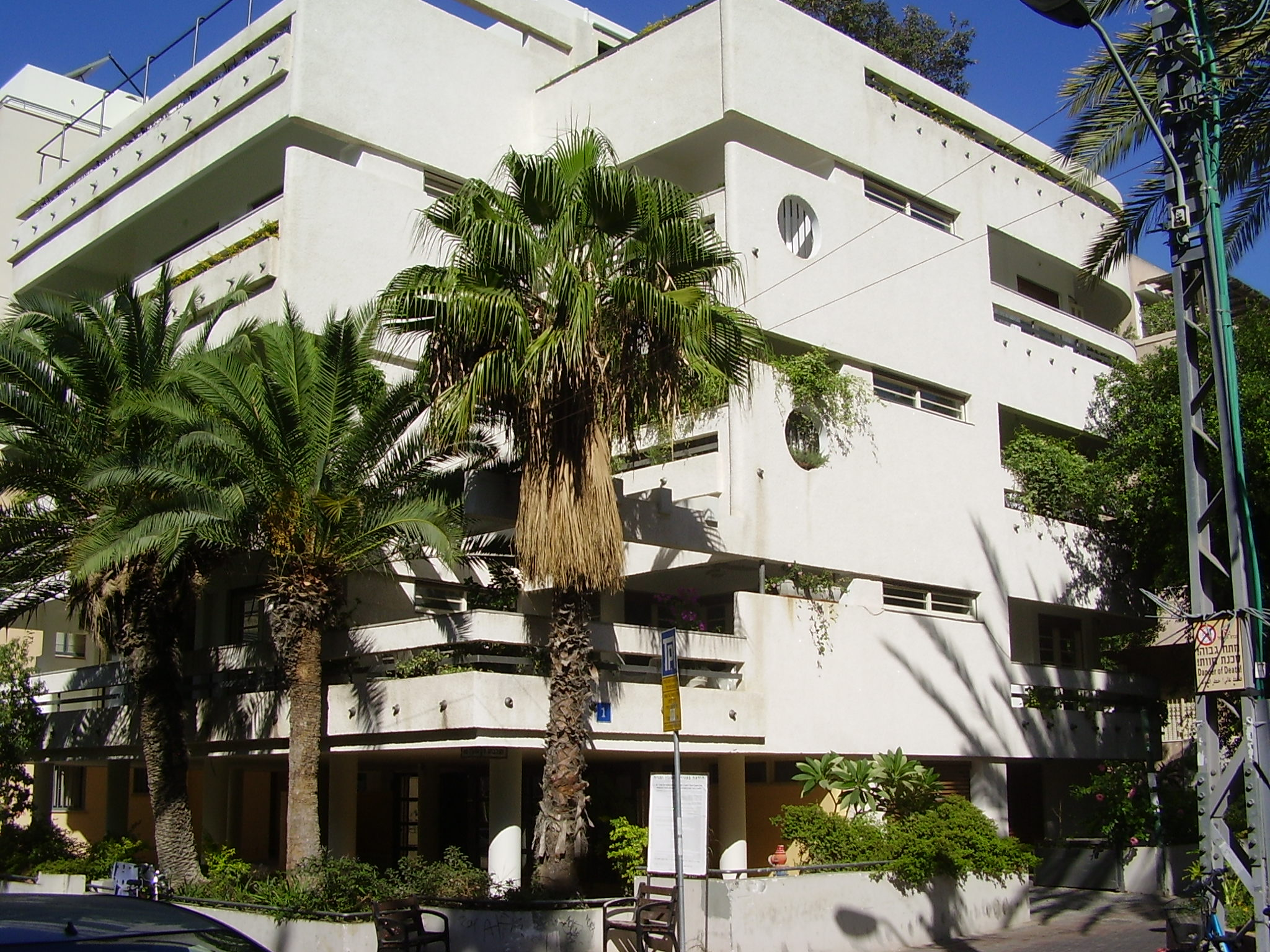
Будинок Рабинського, що знаходиться в центрі Тель-Авіву

Концепція нового міст-садів, яку слід віднести і до Тель-Авіву, була розроблена на піщаних дюнах за межами [Яффа] в 1909 році. шотландський інженер-міст Патрік Геддес, який раніше працював у містобудівництві в Нью-Делі, був за дорученням першого мера Тель-Авіва Меїр Дізенгоффа, покликаний створити генеральний план для нового міста. Геддес почав працювати в 1925 році за планом, який був прийнятий в 1929 році
Погляди Британських органів, здавалося, були прихильники. Крім Гаддеса та Дізегофа, міський інженер Яаков Бен-Сіра значною мірою сприяв розробці та плануванню протягом 1929–1951 років.
Німецькі євреї принесли з собою і новий архітектурний стиль — «Баухауз». У Тель-Авіві було побудовано 4000 будинків в цьому стилі, всі до єдиного — білого кольору. За це Тель-Авів отримав нову назву — «Біле місто».
Стиль «Баухауз» був розроблений в Німеччині ще в 20-ті роки, але прихід до влади нацистів в 1933 році поклав кінець розвитку цього архітектурного напрямку. Велика частина архітекторів школи «Баухауз» емігрувала в США і продовжила роботу там, але 17 арзітекторів-євреїв прибули в Палестину з П'ятою алією, що зробили істотний вплив на вигляд Тель-Авіва.

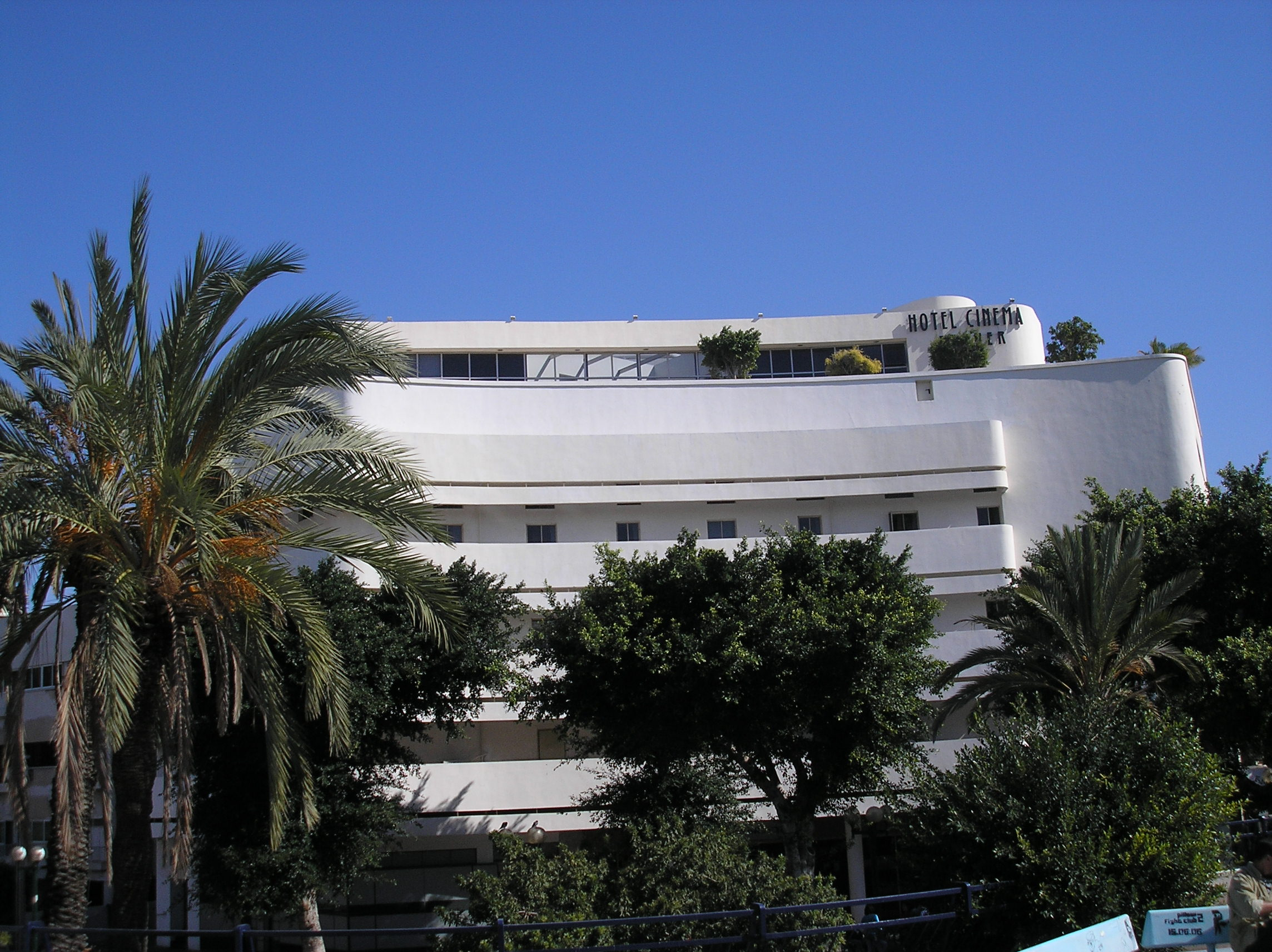
Cinema Hotel, раніше побудовий у інтернаціональному стилі, кінотеатр, побудований в 1930-х

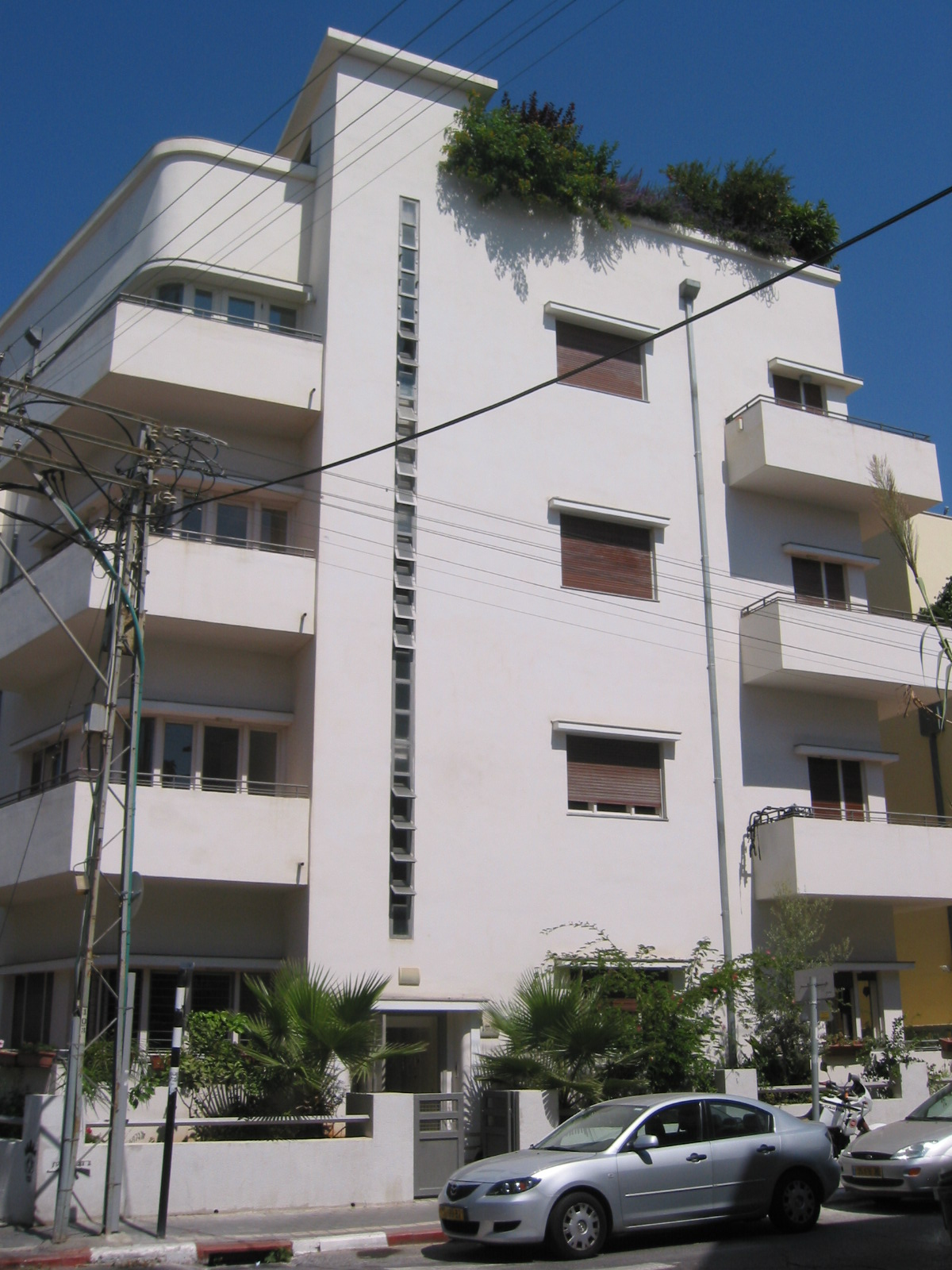
Класична будівля в стилі Бахаус, вікнами «термометр»

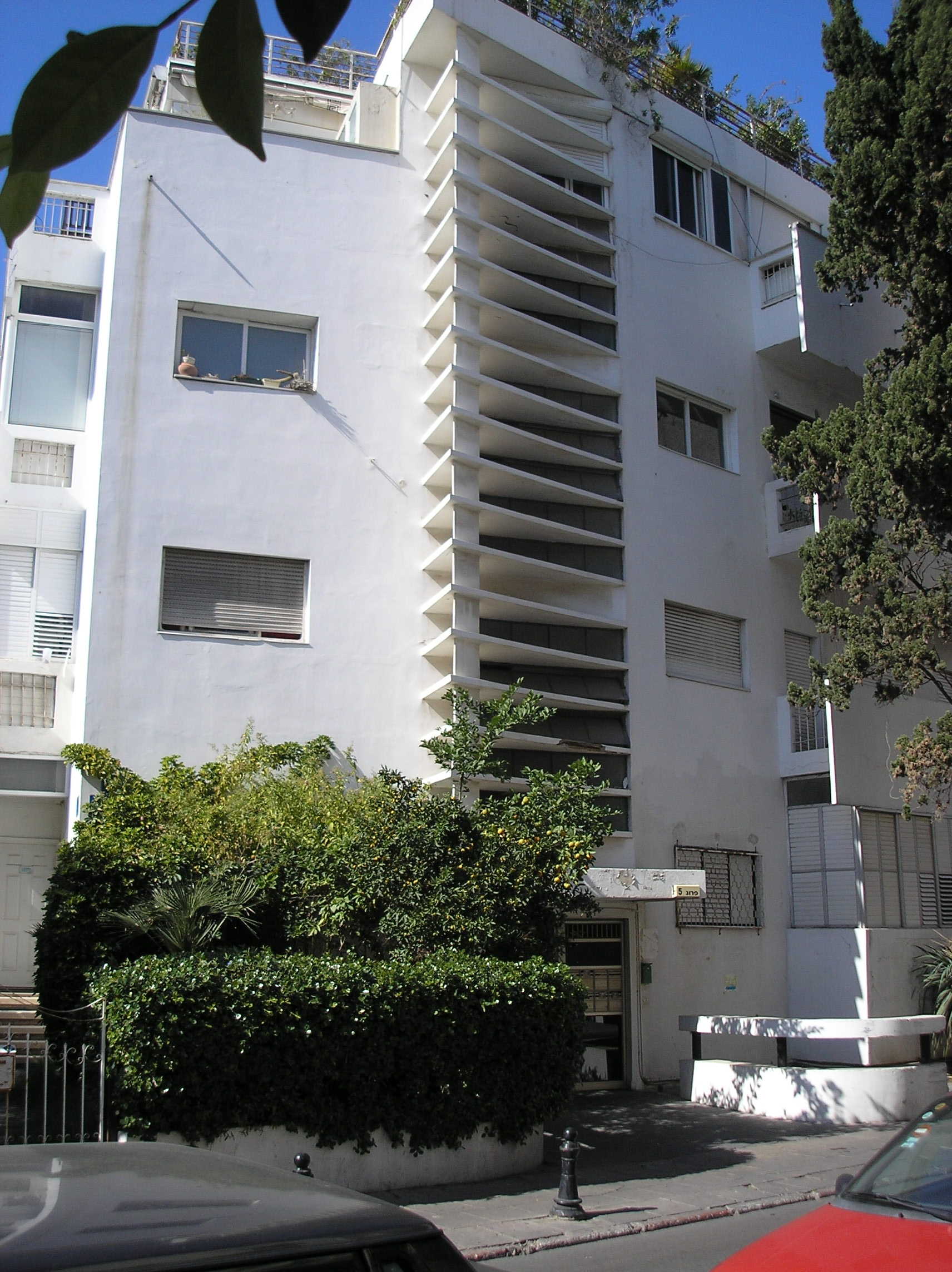
Класична будівля стилю Бахаус — «The Thermometer House» названа на честь специфічних форми вікон

Архітектуру адаптували, щоб вона була пристосована до екстремального Середземноморського клімату пустелі. Білі та світлі кольори відбивають тепло. Стіни не тільки забезпечують конфіденційність, але захищені від сонця. Великі площі скла, що випускають світло, ключовий елемент стилю Бахауз у Європі, були замінені невеликими вбудованими вікнами, що обмежили тепло та блиск. Довгі, вузькі балкони, кожен затінений балконом над ним, дозволив жителям ловити вітер, що дує з моря на захід. Схильні дахи замінені плоскими, забезпечуючи загальну зону, де жителі зможуть спілкуватися під час прохолодного вечору
Для стилю «Баухауз» характерні гладкий фасад без прикрас, плоский дах, закруглені кути балконів, стрічкові вікна навколо всієї будівлі і вікна-ілюмінатори. У 2003 році ЮНЕСКО надало Тель-Авіву статус архітектурних культурної спадщини, так як ніде в світі немає такої кількості будинків стилю «Баухауз», як в «Білому місті».

## Політична боротьба. Справа Арлозорова
З приходом до влади в Німеччині Гітлера (1933) єврейський активіст, активний учасник боротьби Ізраїлю за незалежність Жаботинський закликав до організації всесвітнього бойкоту німецьких товарів і виступив проти угоди Єврейського Агентства з урядом Німеччини про переведення в Палестину майна німецьких євреїв, які вирушають туди, — який підривав, на його думку, зусилля організувати бойкот. Тоді ж Жаботинський виступив з енергійною захистом керівників ревізіонистського руху в Палестині, звинувачених робітничою партією у вбивстві Х. Арлозорова.

### Справа Арлозорова
Хаїм Арлозоров, один з лідерів Робочої партії (МАПАЙ) прихильник і організатор вищезгаданої угоди між Єврейським агентством та урядом Німеччини, був убитий в червні 1933 р, під час прогулянки на березі моря в Тель-Авіві. За звинуваченнями у вбивстві Арлозорова були притягнуті до суду Авраам Ахімеір, лідер ревізіоністської партії і відомий політичний противник Арлозорова, і два інших її члена — Цві Розенблат і Авраам Ставський. Окружний суд виправдав Ахімеіра і Розенблата; Ставський був засуджений, але згодом виправданий Верховним судом за недостатністю доказів. Процес Арлозорова викликав хвилю обурень громадськості; пристрасті по обидва боки загострилися до такої міри, що ішув, здавалося, був на межі громадянської війни. Більшість учасників робітничого руху представляли вбивство Арлозорова як доказ існування фашистських тенденцій в недавно створеної партії ревізіоністів.
Ревізіоністи стверджували, що процес сфабрикований з метою придушення ревізіоністського руху і повернення монополії в сіоністському русі робочим партіям. Через 45 років після процесу особлива слідча комісія, призначена М. Бегіном, однозначно довела, що не було ніяких, крім політичних, причин звинувачувати членів ревізіоністського руху в убивстві Х. Арлозорова.
Прагнучи послабити напруженість між двома таборами в ішува Жаботинський і Давид Бен-Гуріон дійшли згоди про нормалізацію відносин між ревізіоністами і Гістадрут, однак ця угода була відхилена плебісцитом членів Гистадрута. Розрив між ревізіоністами і Гістадрутом привів до виходу Союзу сіоністів-ревізіоністів з Всесвітньої Сіоністської організації і до заснування на Віденському конгресі в вересні 1935 року «Нової Сіоністської організації», президентом якої став Жаботинський. Виконавчий комітет цієї організації знаходився в Лондоні, і Жаботинський в 1936 році оселився там.

## Арабські Хвилювання

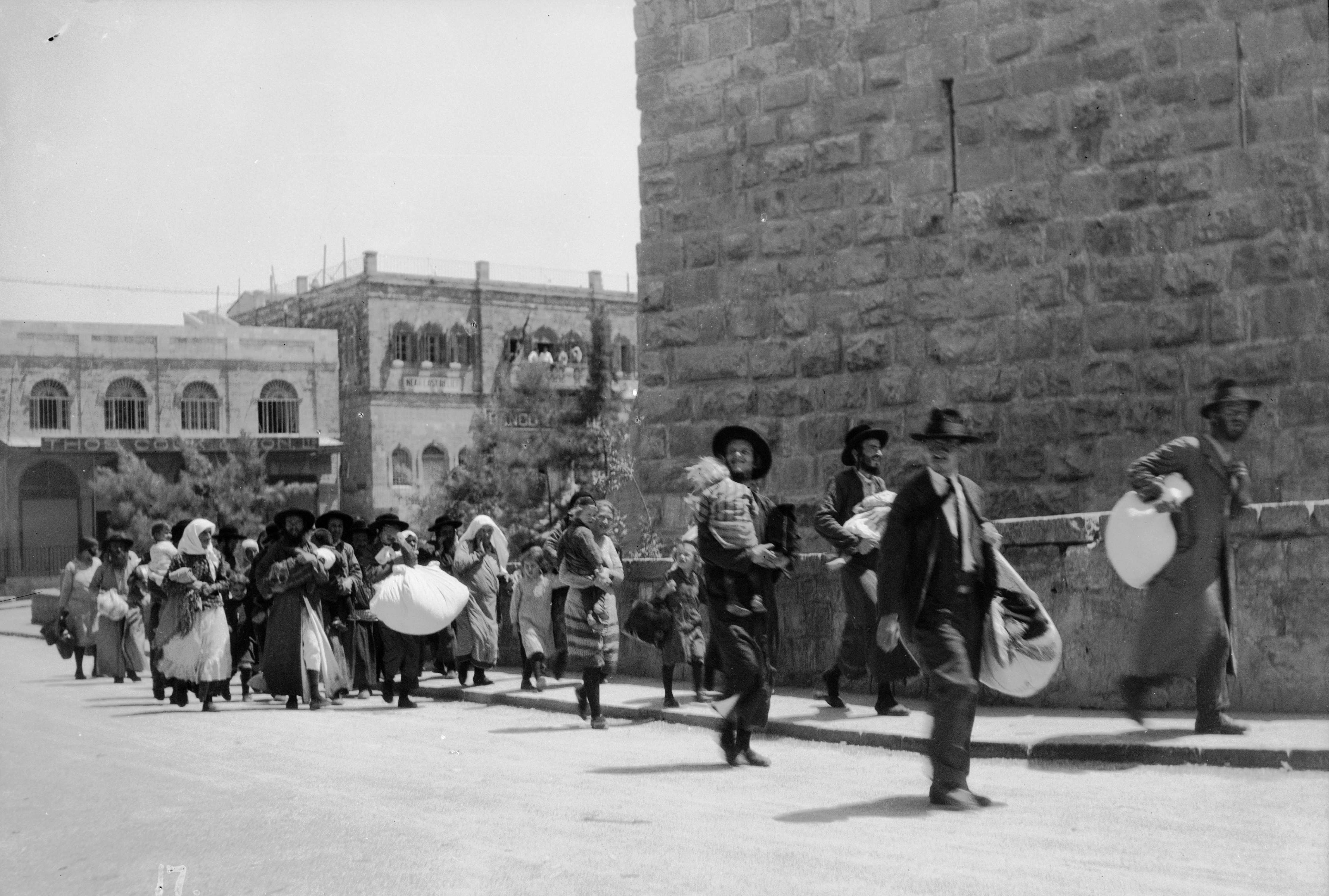
Єврейські жителі Єрусалиму втікають з старого міста

Період П'ятої алії був вдалим для єврейського ішува, але, в той же час, це був неспокійний і небезпечний період. У 1921 році країну захлеснула справжня хвиля терору. Хадж Амір аль-Хусейні, муфтій Єрусалиму, почав підтримувати невеликі загони терористів-смертників, які називали себе федаюни.
Метою федаюнів було домогтися обмеження єврейської присутності в Палестині. Вони хотіли залякати тих, хто вже перебував тут, і змусити
їхніх побратимів в діаспорі відмовитися від алії.
З іншого боку, вони намагалися чинити тиск на Британську адміністрацію, щоб вона офіційно обмежила в'їзд євреїв в Ерец-Ісраель.
Найстрашніші погроми сталися в 1929 році, а також з 1936 по 1939 рік. Жахлива хевронська різанина 1929 року почалася з того, що люди муфтія поширили чутки про, нібито, в нападах на арабське населення євреями Єрусалима і про їх посяганні на арабські святині. Брехня подіяла: сотні арабів, озброєні ножами і сокирами, пройшли по єврейському кварталу Хеврона, вбиваючи і калічачи всіх, хто траплявся на шляху, не шкодуючи ні дітей, ні грудних немовлят, 67 євреїв були вбиті і сотні поранені. Лише невелика частина арабів намагалася допомогти своїм єврейським сусідам, більшість встали на сторону погромників.

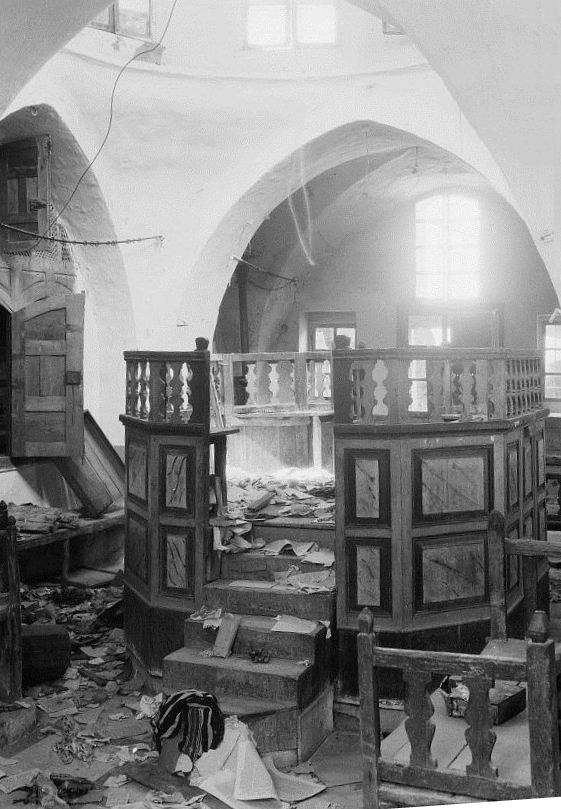
Синагога осквернена під час арабських бунтів

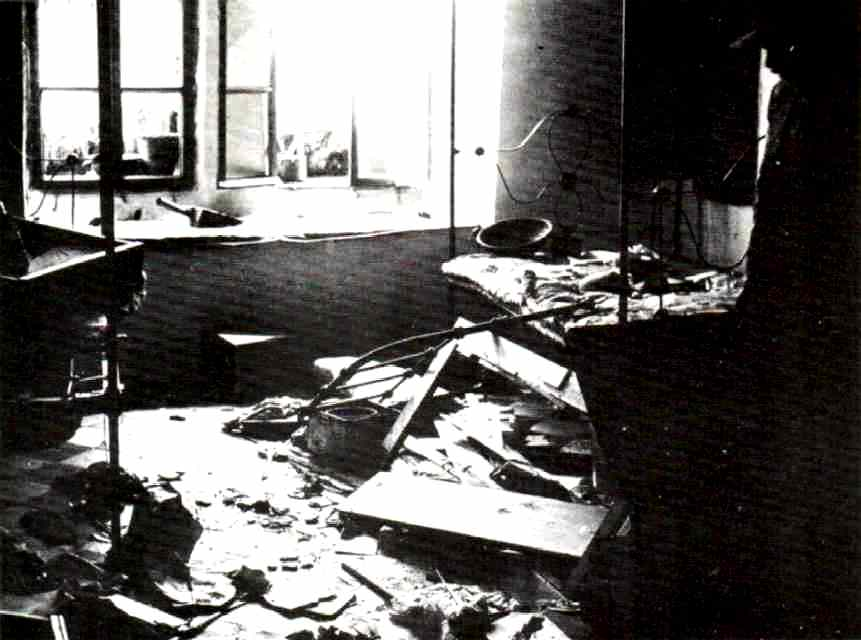
Розбитий будинок у єврейському кварталі Хеврону

У Хевроні знаходяться гробниці предків Авраама, Ісаака і Якова, а також праматері Сари, Рифки і Леї. Однак Хеврон знаменитий не тільки цим. Цар Давид вибрав це місто своєю першою столицею і лише потім переніс її в Єрусалим.
Британська адміністрація не зуміла захистити євреїв від терористів, і в якості вирішення проблеми запропонувала, щоб євреї пішли з Хеврона, кинувши все, що у них було. Вперше за 800 років в місті не стало єврейського населення. Тільки після Шестиденної війни 1967 року євреї знову повернулися в Хеврон, але лише небагатьом вдалося зайняти свої колишні будинки.

## Створення Ецел
Давид Бен-Гуріон проголосив політичну лінію, названу «авлага» — стримування. Це означало, що сіоністський ішув не відповідатиме насильством на насильство. Така політика повинна була, на думку Бен-Гуріона, зміцнити співпрацю ишува з владою Британської мандата. Бен-Гуріон сподівався, що Велика Британія підтримає ідею створення єврейської держави.
Однак, Зеєв Жаботинський, головний опонент Бен-Гуріона, був не згоден з політикою стримування. Так виникла нова військова організація, названа Іргун цваї Леумі (Національна військова організація), скорочено Ецел. Метою Ецел була боротьба як з арабами, так і з владою Британської мандата.
Головним натхненником арабських заворушень 1929–30-х років був муфтій аль-Хуссейні. Він підтримував нацистів і особисто зустрічався
з Адольфом Гітлером і Генріхом Гіммлером, намагаючись переконати їх напасти на Палестину і обмежити її з рук англійців.

## Біла книга
```
       
```

Після того як закінчилася Перша світова війна та було видано декларацію Бальфура, почались масові міграції з Німеччини до Ізраїлю євреїв це не сподобалось місцевим арабам. Уряд Британії не мав чіткого бачення майбутнього землі Палестини. Цьому спияв і зріст Арабського націоналізму, який мав свої плани на ці землі. Тому для того щоб не було сутичок та збільшення агресії з двох боків було запроваджено ряд обмежень на міграцію серед яких і видання Білих книг.
Політики, першим складено в березні 1939 року, був підготовлений британським урядом в односторонньому порядку в результаті провалу арабо-сіоністський Лондонській конференції.
У документі міститься заклик до створення єврейського національного дому в якості незалежної палестинської держави протягом 10 років.
Він також обмежений єврейської імміграції до 75000 протягом 5 років, і постановив, що подальша імміграція мала визначатися арабським більшістю (розділ II). Обмеження були покладені на права євреїв на покупку землі від арабів (розділ III).

## Нелегальна міграція. Алія Бет

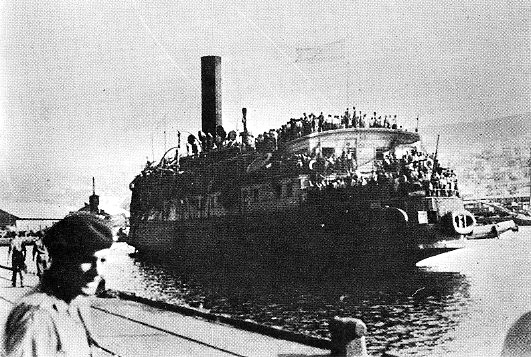
Exodus, судно, яке перевозило нелегальних мігрантів в Палестину

Багато з переслідуваних нацистами в Німеччині євреїв прагнули перебратися в Сіон. Політика британської влади була спрямована на обмеження імміграції. Частина людей в'їжджала в країну нелегально.
Ця алія отримала назву «Алія Бет» — по другій букві єврейського алфавіту, на відміну від легальної імміграції. Вона також мала назву Хаапай (івр. העפלה, «відвагу»). Слово в зміненій формі взято з Біблії (Час. 14:44), де євреї «відважились (ма'апілім) піднятися на вершину гори», щоб увійти до Землі Обітованої.
Нелегальна імміграція організовувалася підрозділом «Гаґани» під назвою «Мосад ле-Алія Бет», і створеної прихильниками Володимира Жаботинського національної військової організації (Іргун).
У 1946 році британська секретна служба МІ-6 організувала ряд диверсій на кораблях, що перевозили нелегальних іммігрантів Британські агенти ставили магнітні міни на кораблі. Незважаючи на боротьбу британської влади з нелегальною імміграцією, за 14 років в Палестину таким чином переправилося 110 тисяч євреїв.